# 平壌レーサー
『平壌レーサー』（ピョンヤンレーサー、英語: Pyongyang Racer、朝鮮語: 평양 레이서）は、朝鮮民主主義人民共和国（北朝鮮）の金策工業総合大学とノソテックによって共同開発されたコンピューターゲームである。北朝鮮が初めて国外に輸出したゲームソフトとして知られている。

## プレイ方法
このゲームの舞台には、北朝鮮の首都である平壌の町並みが再現されている。プレイヤーはこの町を車両で走行して、平壌を仮想観光する事に重きをおいてある。各名所には観光パネルが配置されており、これに接触すれば、その場所の解説が表示される。一方で車両には燃料ライフが存在しており無限には走れないため、各所に配置されているドラム缶を回収して燃料を補給する必要がある。燃料が空になる、また3回衝突事故を起こすとゲームオーバーになる。

## 収録楽曲
以下のBGMが、歌詞なしのメロディー版として流れる。
- 『これみよがしに』（朝鮮語: 보란듯이、牡丹峰楽団）
- 『我が国が一番』（朝: 내 나라 제일로 좋아、普天堡電子楽団）
- 『焚き火』（朝: 우등불、普天堡電子楽団）
- 『フルラリ』（朝: 흘라리、普天堡電子楽団）
- 『カッコウ』（朝: 뻐꾹새、ワンジェサン軽音楽団）

## その他
ゲームを動作させるにはFlash Playerが必要となるが、このプラグインは2020年にサポートが完全終了しており入手できない。
ゲームに登場する車は、平和自動車のフィパラムⅡ（朝鮮語: 휘파람Ⅱ）である。
高麗ツアーズは、このゲームをベースにデザインされた「平壌レーサーTシャツのスペシャルエディション」も制作しており、平壌レーサーの公式サイトで販売されている。
平壌レーサーの公式サイトは、.co（コロンビア）のドメインに割り当てられており、シンガポールのサーバーに置かれている。2022年時点では、ドメイン停止によりアクセスできなくなっている。